# Juan Mellado Triviño
Juan Mellado Triviño, nacido el 9 de octubre de 1968, es un maestro internacional de ajedrez español, que representa actualmente a Andorra.

## Resultados destacados en competición
Ganó en el año 1988 el campeonato de Cataluña juvenil, en el año 1996 resultó subcampeón de Cataluña de partidas rápidas, y en el año 2008 el Campeonato de Andorra de ajedrez.
Ganó los torneos siguientes, en los años 1991 y 1992 el Open Ciudad de Mollerusa, en el año 1995 el Open activo de Vallfogona de Balaguer, y en el año 2006 el Abierto Villa de Benavente de Lérida.